# Bernd Stehmann

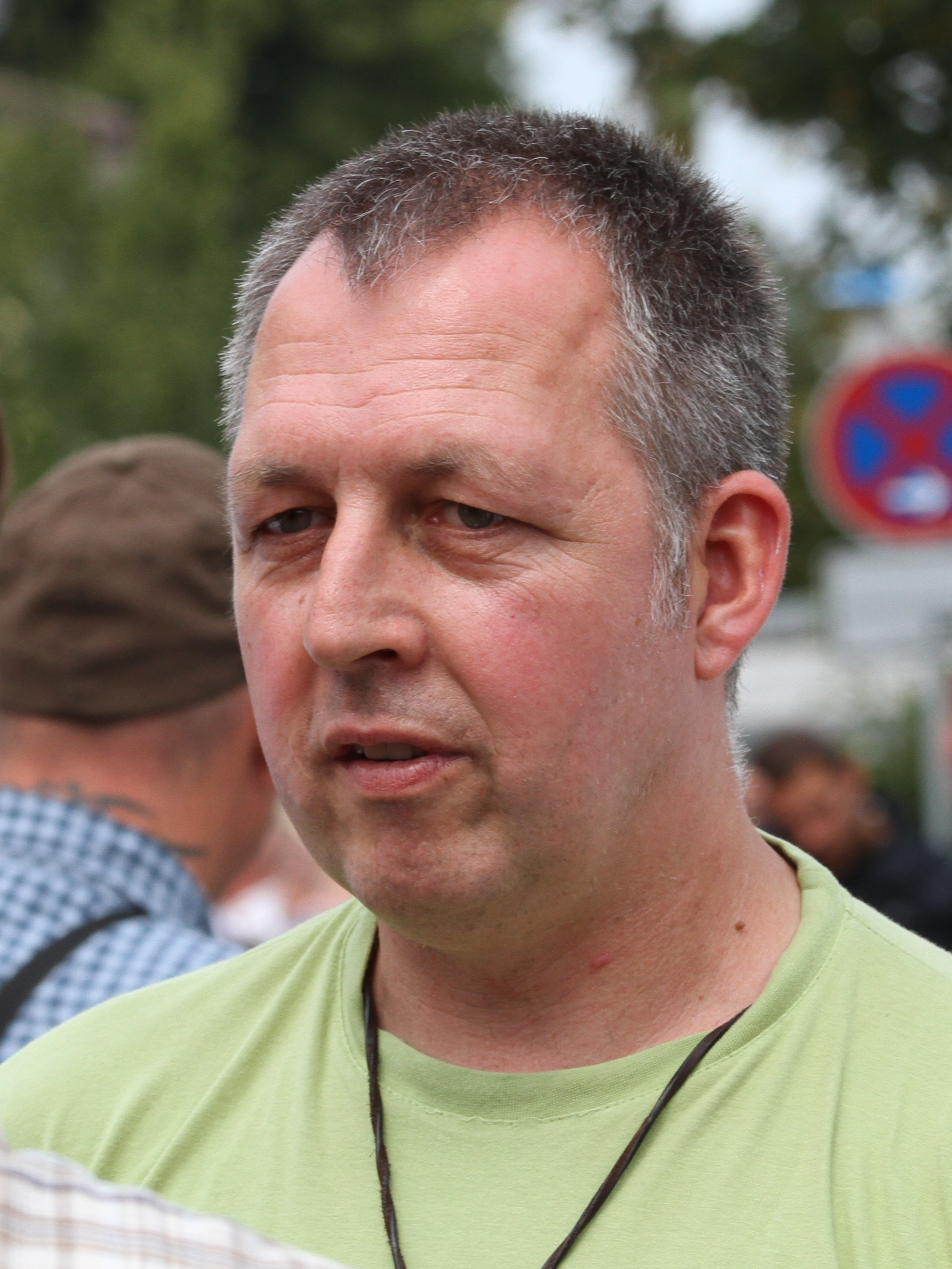
Stehmann am 2. August 2014 bei einem Neonazi-Aufmarsch in Bad Nenndorf

Bernd Stehmann (* 1. September 1965) ist ein deutscher gesichert Rechtsextremer, der seit den 1980er Jahren in unterschiedlichen rechtsextremen Organisationen und in einem bundesweiten Netzwerk agiert.

## Aktivitäten
Stehmann ist als Führungsaktivist der Neonazi-Szene im ostwestfälischen Raum anzusehen. Seine „Laufbahn“ begann im Umfeld der neonazistischen Nationalistischen Front (NF), die 1992 vom Bundesinnenministerium verboten wurde. Bereits Mitte der 1990er Jahre war er am Aufbau der „Freien Kameradschaften“ beteiligt und galt als Kameradschaftsführer der Gesinnungsgemeinschaft der Neuen Front (GdNF) um Michael Kühnen.
Im Laufe seines politischen Engagements durchlief er zahlreiche extrem rechte Organisationen, unter anderem auch als Aktivist der mittlerweile verbotenen Freiheitlichen Deutschen Arbeiterpartei (FAP). Er besitzt „ausgezeichnete Verbindungen zu führenden Aktivisten der bundesdeutschen Neonazi-Szene“.
Um die Jahrtausendwende baute er die vor mehr als zehn Jahren agierende Kameradschaft in Ostwestfalen auf und etablierte in der Bielefelder Kneipe „Postmeister“ einen strategisch wichtigen Neonazitreffpunkt. Dadurch und durch seinen Umzug von Bielefeld in das dörfliche Leopoldshöhe (Kreis Lippe) trat er auch mit Jugendlichen in Kontakt, um diese für die neonazistische Lebensweise zu gewinnen.
Stehmann war Herausgeber des Szene-Magazins Unsere Welt und Mehrheitsgesellschafter der FSN Medien Zentralversand GmbH, dem bundesweit zentralen Versand der „Freien Kameradschaften“.
Darüber hinaus ist Stehmann bundesweit Teilnehmer sowie Mitorganisator von Neonazi-Aufmärschen und war bereits Anfang der 1990er Jahre bei den „Rudolf-Heß-Gedenkmärschen“ in Wunsiedel als Ordner involviert. Er ist in der Struktur und Logistik des jährlichen Neonazi-Aufmarsches in Bad Nenndorf aktiv. Außerdem organisierte er in der Vergangenheit regelmäßig Busse für die Anfahrt zu Demonstrationen. Er ist dem Neonazi-Netzwerk „Westfalen Nord“ zuzuordnen, dem auch der ebenfalls in Leopoldshöhe wohnhafte Peter Hallmann angehört.
Stehmann unterhält außerdem enge Kontakte zur NPD. Er wird als Verantwortlicher der Homepage der NPD Ostwestfalen geführt und war bereits für Plakatierungen bei Wahlen verantwortlich.
Im Archäologischen Freilichtmuseums Oerlinghausen wurde Stehmann 2014 ein Hausverbot ausgesprochen.
Stehmann wird regelmäßig in Verfassungsschutzberichten sowie in Publikationen des Innenministeriums NRW erwähnt.

## Bedeutung
Durch die langjährigen Aktivitäten in der neonazistischen Szene verfügt Bernd Stehmann über ein weitreichendes Netzwerk. Im Verhältnis zu weiteren Akteuren aus der extrem Rechten gilt er aufgrund seiner Kontinuität als „alter Kämpfer“. Allein daher wird ihm Respekt und Anerkennung innerhalb der Szene entgegengebracht. Obwohl Stehmann selbst nie rechter Skinhead war, bildete er doch immer wieder ein Bindeglied zwischen Organisationen, den Kameradschaften, der NPD und der jugendkulturell orientierten Skinhead-Szene.